# Strategic Studies Institute

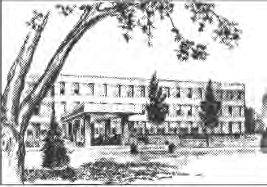
Institut für Strategische Studien am U.S. Army War College

Das englisch Strategic Studies Institute (SSI) ‚Institut für Strategische Studien‘ des United States Army War College (USAWC) ist ein Institut der US-Armee, das sich auf die Erforschung und Analyse der amerikanischen Militärstrategie, Geostrategie und der nationalen Sicherheitspolitik spezialisiert hat. SSI wird umgangssprachlich auch "The Army's Think Thank" bezeichnet.
Das SSI befindet sich auf dem Militärgelände der Carlisle Barracks in Carlisle, Pennsylvania.

## Forschung
Der SSI veröffentlicht Bücher und Monographien zu seinen Themen, veranstaltet thematische Kolloquien und veröffentlicht Berichte darüber. Beispiele sind unter Literatur angegeben. Die meisten Werke sind kostenfrei verfügbar, einige sind in den USA beim United States Government Printing Office (GPO) bestellbar.

## Organisation
Der SSI wird sowohl von zivilen als auch von militärischen Forschern betreut. 
Aktueller (Stand 2025) Direktor des SSI und des Verlags USAWC Press ist Dr. C. Anthony Pfaff.

## Schriften
- Harold C. Deutsch, Strategic Studies Institute (Hrsg.): Abschreckung und Entspannung in Europa: die Vereinigten Staaten und die europäische Sicherheit. Bernard & Graefe, München 1981, ISBN 978-3-7637-5322-2.
- Tom Nichols, Douglas Stuart, Jeffrey D. McCausland (Hrsg.): Tactical Nuclear Weapons and NATO (= Strategic Studies Institute (SSI)). Strategic Studies Institute, U.S. Army War College, Carlisle, PA 2012, ISBN 978-1-58487-525-3 (englisch, dtic.mil [PDF]).